# Мирлинд Даку
Мирлинд Даку (алб. Mirlind Daku; Гњилане, 1. јануар 1998) албански је професионални фудбалер са Косова и Метохије. Игра на позицији нападача, а тренутно наступа за Рубин Казањ и репрезентацију Албаније.
Дана 19. јуна 2024, после нерешеног резултата 2:2 са Хрватском на Европском првенству, повео је погрдно скандирање против Србије и Северне Македоније са навијачима користећи мегафон на Фолкспаркстадиону. Касније се извинио за своје поступке. Међутим, изречена му је забрана од две утакмице након инцидента.